# Euplexia leucostigma
Euplexia leucostigma är en fjärilsart som beskrevs av Turner 1902. Euplexia leucostigma ingår i släktet Euplexia och familjen nattflyn. Inga underarter finns listade i Catalogue of Life.

## Bildgalleri

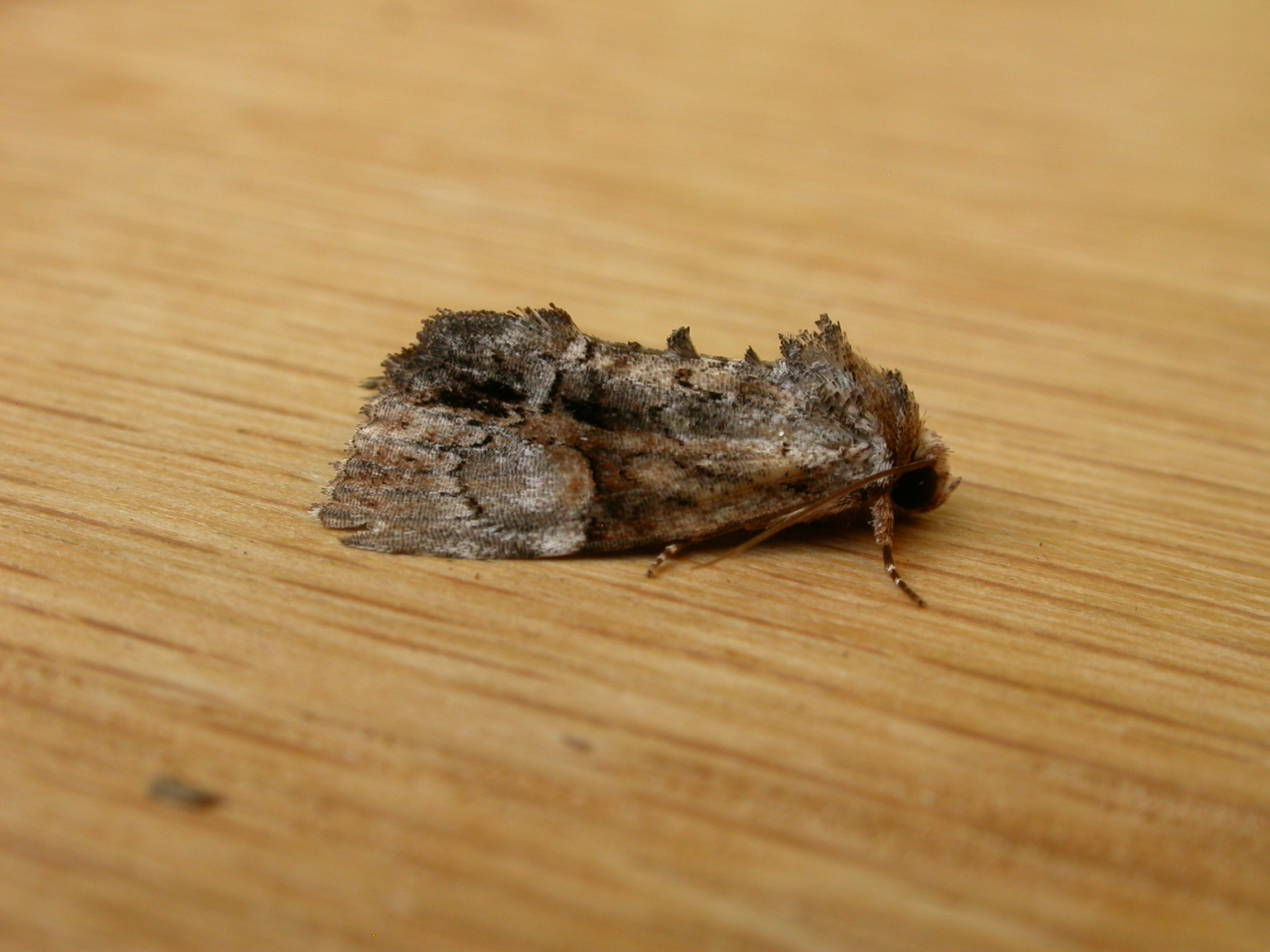
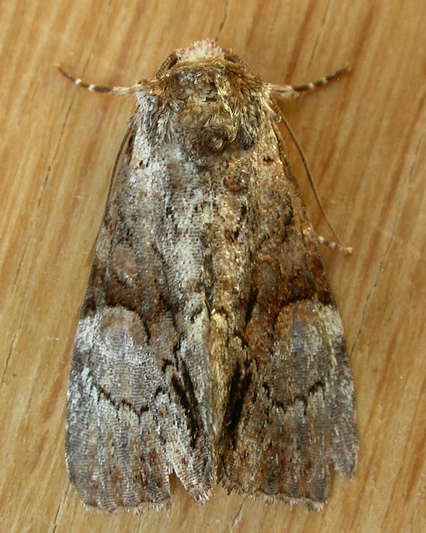
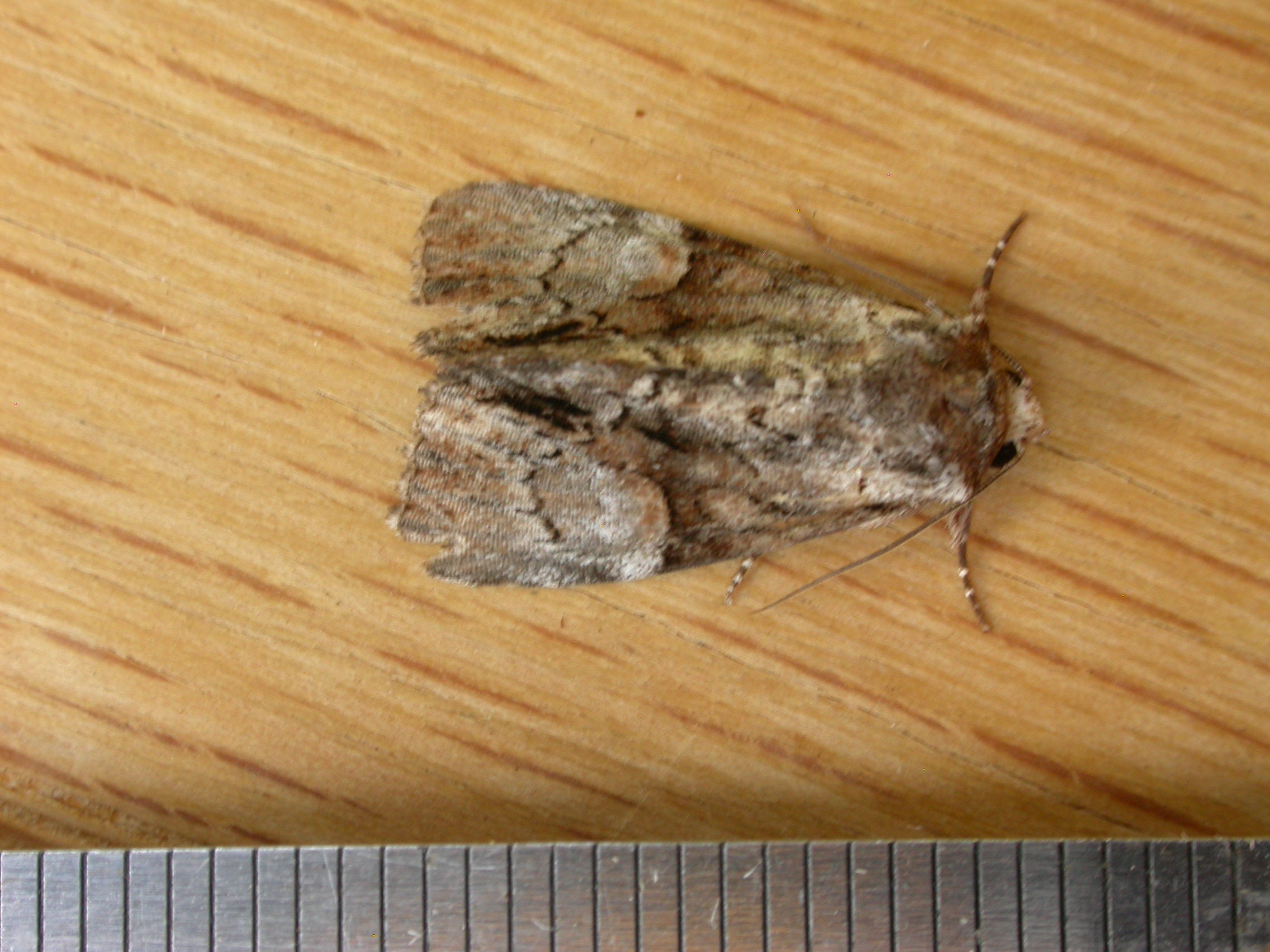
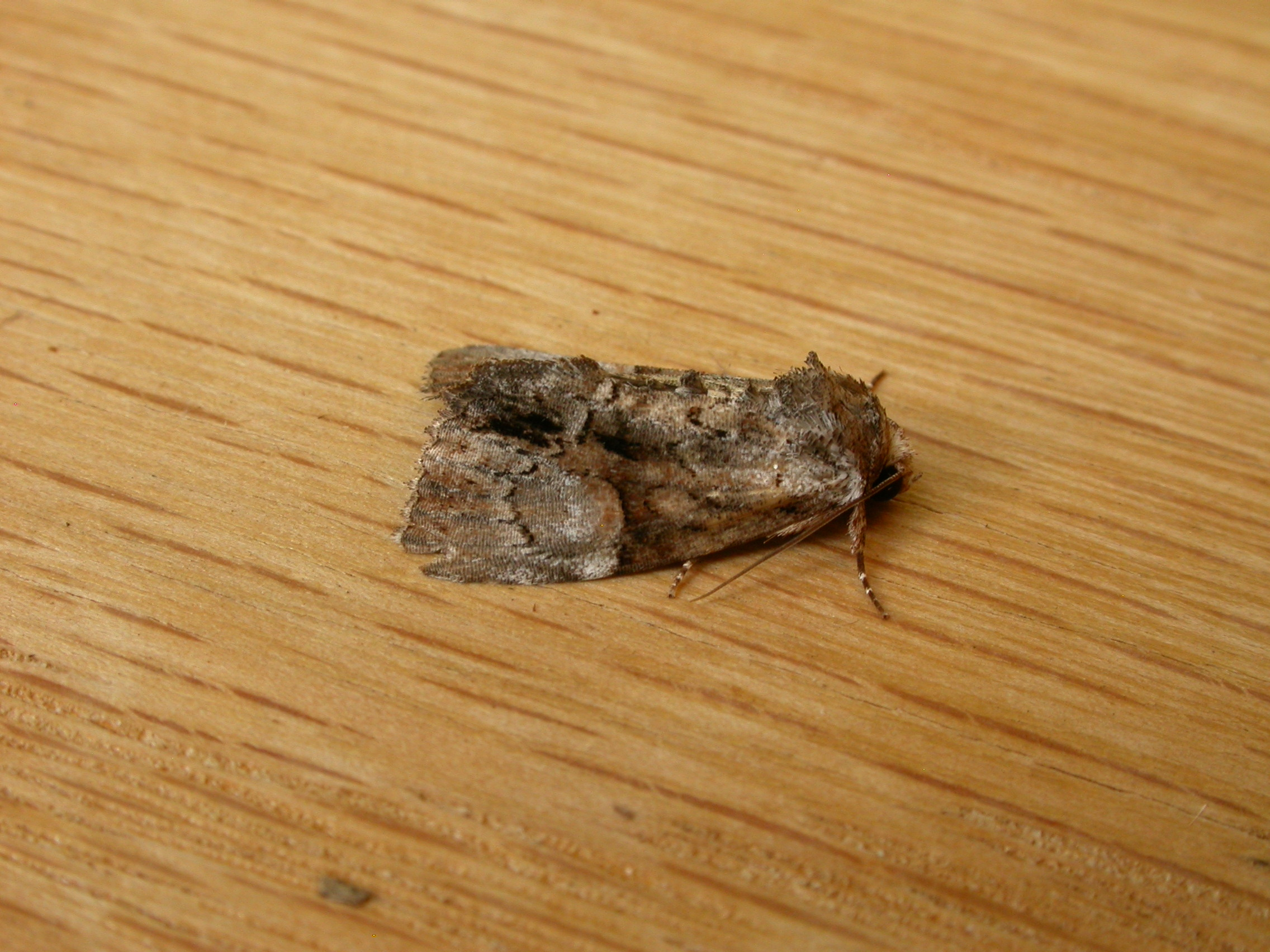
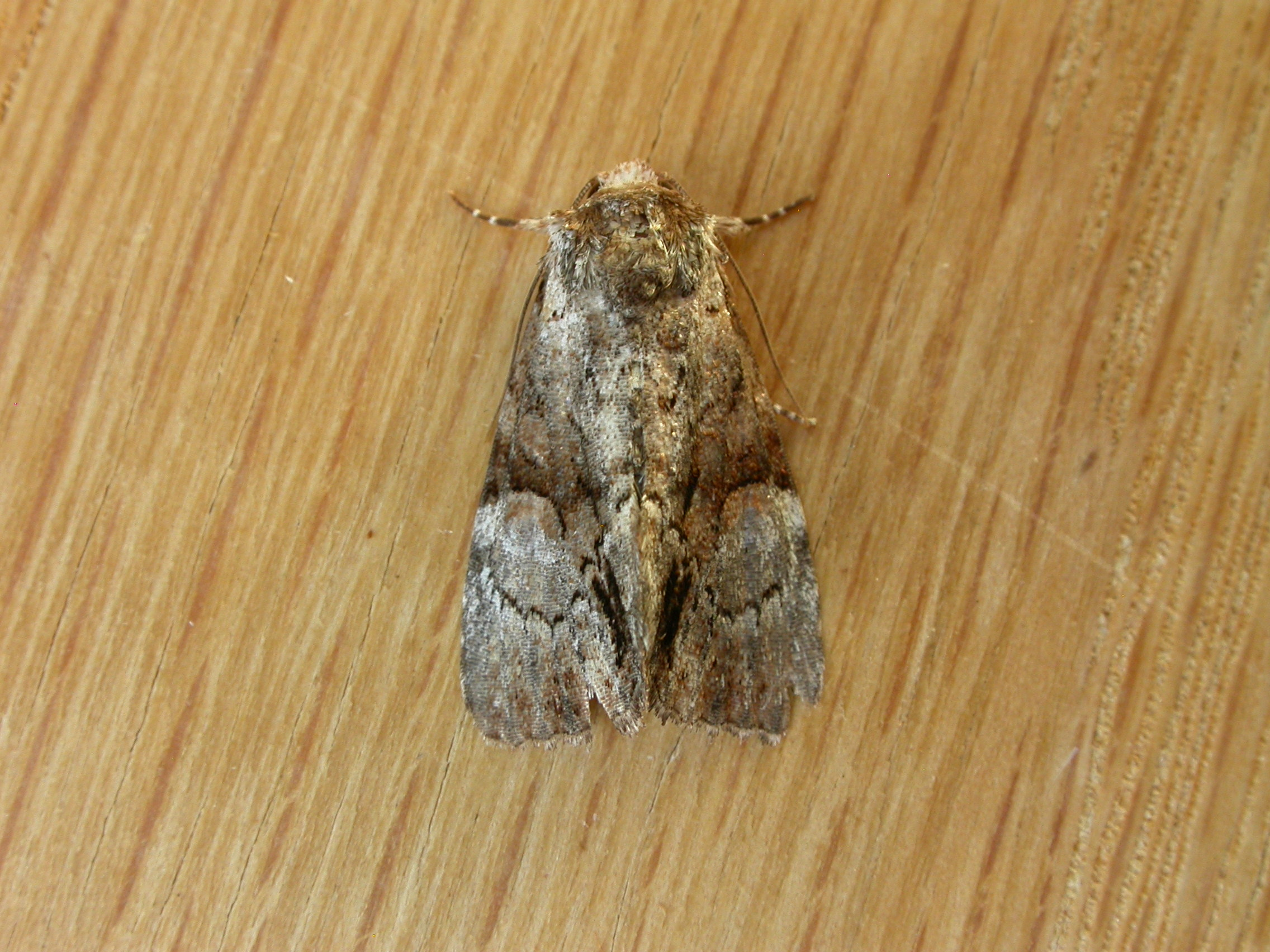
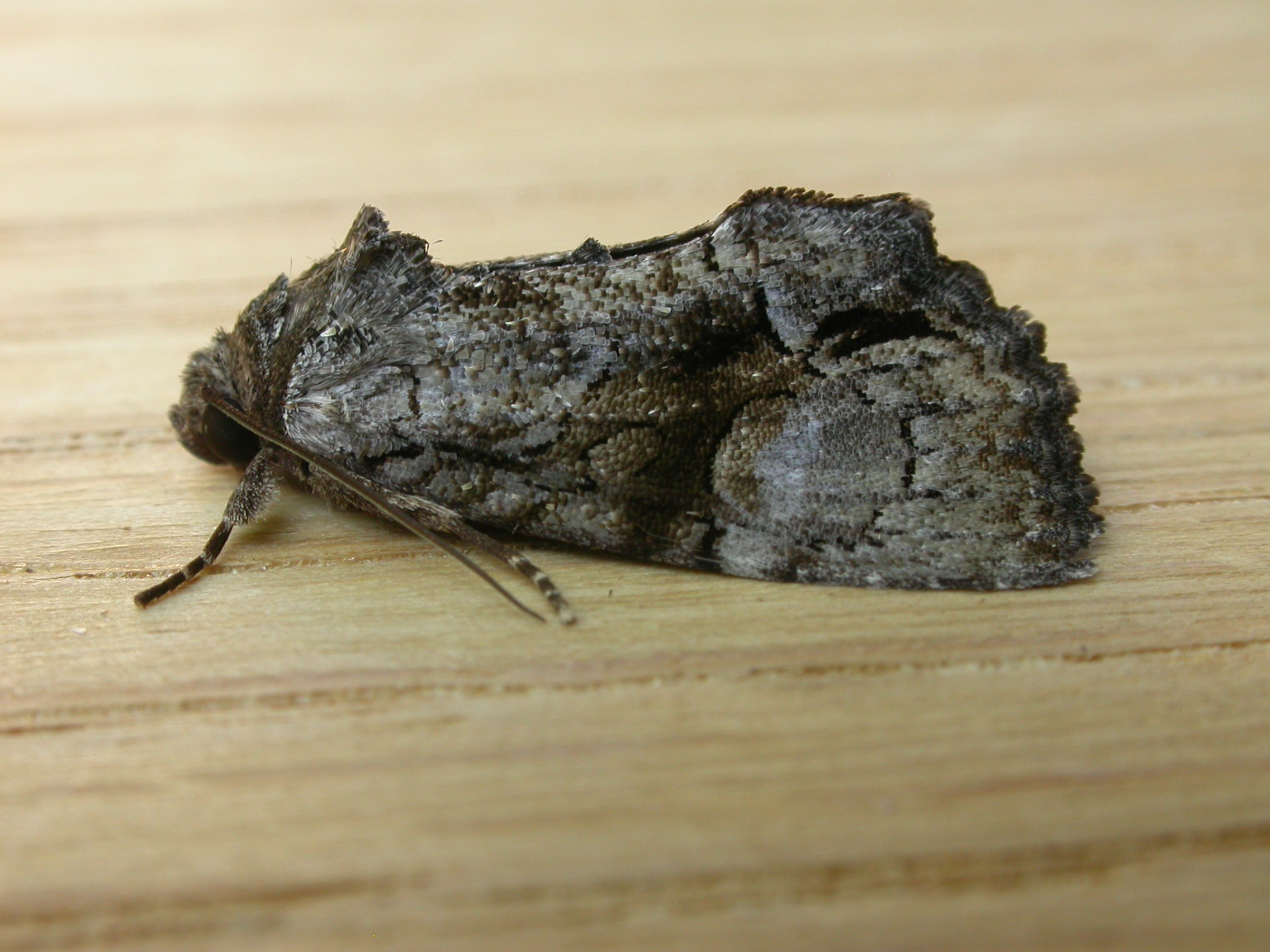